# Jiří Štoček
Pour l’article homonyme, voir Matúš Štoček.
Jiří Štoček est un joueur d'échecs tchèque né le 10 mai 1977 à Ostrov.
Au 1er février 2020, il est le quatrième joueur tchèque avec un classement Elo de 2 588 points.

## Biographie et carrière
Grand maître international depuis 1998, Štoček remporta le championnat de République tchèque en 2011. Lors du championnat d'Europe individuel, il finit 24e en 2004 (avec 7,5 points sur 13), 66e en 2005 (7,5 / 13) et 44e en 2010 (7 / 11).
Il a représenté la République tchèque lors de quatre olympiades (en 2004, 2008, 2012 et 2018). Lors de l'Olympiade d'échecs de 2018 à Batoumi, il jouait au quatrième échiquier et l'équipe tchèque finit douzième de la compétition. Il participa à six championnats d'Europe par équipe de 2003 à 2017 (l'équipe tchèque finit sixième en 2003).
En 2018, il partage la première place à l'Open de Riga.